# 起始反應
在化學中，起始反應是指會引發一個或多個反應的化學反應。起始反應會在分子中產生反應中心，在此產生链反应。起始反應產生的反應中心多半是自由基，不過也可能是陽離子（陽離子聚合反應）或陰離子（陰離子加成聚合反應。反應起始之後，反應物種會和穩定的分子反應，因此反應物種會傳播。此反應可以產生非常長鏈的分子，稱為聚合物，是許多物質的組成基礎。最後會有終止反應結束鏈反應。
起始鏈反應的方式，除了起始反應外，還有熱起始和光起始兩種方式。

## 熱起始
熱起始是用熱量起始鏈反應的方式，多半其溫度會非常高。加熱會讓基質分解，產生自由基以起始鏈反應。在有熱存在時，单体會自起始，和其他單體或是單體對反應，這稱為自發聚合，需要高溫（約到200°C）才會出現。若單體要和相同的單體合（均聚合物），溫度要到180°C。共聚物是不同種類的單體聚合，比較穩定，溫度較低時就可以生成。均聚單體的自起始反應很難觀察，因為起始的不一定總是同一種單體。有時會是單體中的雜質引發起始反應，不一定是單體所引發

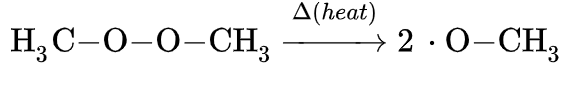
二甲基過氧化物的熱起始反應

## 光起始
光起始是指單體因為輻照而起始鏈反應。LED光穿過反應瓶，讓單體變成反應物種（主要是自由基和离子），之後就可以聚合。光起始反應有兩種反應機制的分類，可能是光氧化還原反應，或是分子內光化學反應。這類的起始反應可以在大約室溫下發生，比熱起始的溫度要低很多。因此光起始反應比較容易實現。光起始反應產生的次反應較少，會有的不純物也比較少ref name=":4" />。光啟始反應是較容易讓單體聚合的方式。光起始反應常用在製作塗層、黏合剂、墨水以及應用在微电子学上。

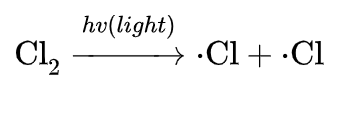
由光起始，讓氯氣分子分解成氯自由基的光起始

## 腳註
1. ↑  , Mechanism and Kinetics of Addition Polymerizations, Comprehensive Chemical Kinetics 31 (Elsevier), 1992, 31: 75–162  [2023-03-31], ISBN 9780444987952, doi:10.1016/s0069-8040(08)70220-6
2. ↑  . www.britannica.com.   [2023-03-31] （英语）.
3. ↑  . www.britannica.com.   [2023-03-31] （英语）.
4. 1 2 3 4 5  Moad, Graeme; Rizzardo, Ezio; Solomon, David H., , Comprehensive Polymer Science and Supplements (Elsevier), 1989: 141–146  [2023-03-31], ISBN 9780080967011, doi:10.1016/b978-0-08-096701-1.00072-0
5. 1 2 3 4 5  Yagci, Yusuf; Jockusch, Steffen; Turro, Nicholas J. . Macromolecules. 2010-06-16, 43 (15): 6245–6260. ISSN 0024-9297. doi:10.1021/ma1007545.
6. ↑  Gijsman, Pieter; Hensen, Guido; Mak, Manon. . Polymer Degradation and Stability. 2021-01-01, 183: 109452. ISSN 0141-3910. S2CID 230532425. doi:10.1016/j.polymdegradstab.2020.109452 （英语）.
7. ↑  Chen, Mao; Zhong, Mingjiang; Johnson, Jeremiah A. . Chemical Reviews. 2016-09-14, 116 (17): 10167–10211. ISSN 0009-2665. PMID 26978484. doi:10.1021/acs.chemrev.5b00671. hdl:1721.1/110420  （英语）.